# Black Sea Defense & Aerospace
Black Sea Defense & Aerospace (BSDA) este o expoziție de tehnică militară și securitate din România.
Prima ediție a fost organizată în anul 2007, în cadrul complexului Romaero Băneasa.
Dintre cele peste 160 de firme participante la BSDA, 45 au fost din SUA, iar principalul organizator al expoziției a fost tot o firmă americană.
În anul 2008, expoziția s-a desfășurat între 24 și 26 septembrie, la Romaero Băneasa, pe o suprafață de peste 25.000 mp, fiind prezente peste 170 de companii din 20 țări.
A treia ediție a expoziției a avut loc în perioada 13-15 aprilie 2010, tot în cadrul complexului expozițional Romaero, reunind peste 200 de firme din 17 țări.